# European International School (EIS) Manila
Die Europäische Internationale Schule Manila ist eine Privatschule in Parañaque City, Philippinen. Sie ist ein Gemeinschaftsunternehmen der Deutschen Europäischen Schule Manila und des Lycée Français de Manille (englischsprachige französische Schule Manila). Ihre Abkürzung ist EIS. Ein anderer Name ist „Eurocampus“, der Standort der Schule in Parañaque.

## Geschichte
In den späten 1980er Jahren beschlossen die französische und die deutsche Schule in Manila, sich auf einem gemeinsamen Campus niederzulassen.
Im Januar 1991 vereinigte sich die französische Schule in Manila, die unter der Schirmherrschaft der französischen Botschaft im Rahmen der Kulturabkommen zwischen Frankreich und den Philippinen tätig ist, zu einer außerordentlichen Versammlung, die den Verwaltungsausschuss ermächtigte, den Erwerb des Eurocampus zu verfolgen.
Dieses Projekt wurde im September 1991 von der Deutschen Schule genehmigt und im Oktober wurde ein Kaufvertrag zwischen dem Käufer, der neu gegründeten European Education Foundation (EEFI) und dem Verkäufer geschlossen. Die Gesamtanschaffungskosten beliefen sich auf 50 Millionen philippinische Pesos.
Um die Zukunft der französischen Schule in Manila zu sichern, bildeten Olivier Gaussot, Botschafter von Frankreich, Alain Chancerelle, Louis-Paul Heussaff und Philippe Gauthier 1992 die Gruppe der Gründungsmitglieder dieses großartigen deutsch-französischen Projekts, das erste der Welt, das heute der Eurocampus ist.

Die britische Schule Manila und die niederländische Schule Manila befanden sich zunächst ebenfalls auf dem so Eurocampus, der am 3. Oktober 1992 von Bundesaußenminister Klaus Kinkel und seinem französischen Kollegen Georges Kiejman im Beisein von Amelita Ramos und Armand Fabella offiziell eröffnet wurde. Manila war der erste Eurocampus weltweit.

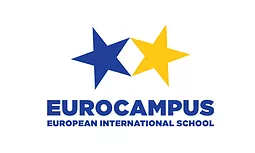
Neues Logo des Eurocampus

1997 wurde die Gemeinsame Schulkonferenz (JSC) ins Leben gerufen, ein Gremium zur Diskussion von Eurocampus-internen pädagogischen Fragen oder Projekten der Schulen. Die Delegierten jeder Schule waren der Schulleiter, ein Delegierter der Schulleitung, zwei Lehrer und ein Schüler. Schulleiter und Vertreter von Schülern und Lehrern, die an Kooperationsprojekten arbeiten.
Im Jahr 2004 wurde die Europäische Internationale Schule konzipiert und der Eurocampus daher in EIS Eurocampus umbenannt.
In seinem Leitbild fördert der Eurocampus „das kulturelle Bewusstsein im Sinne des interkulturellen Lernens und Verstehens, indem er alle beruflichen, pädagogischen und menschlichen Aspekte der Zusammenarbeit einbezieht“.

## Organisation
EEFI ist ein gemeinnütziger Verein, dem der Eurocampus gehört und der über einen 10-köpfigen Vorstand verfügt.
Eurocampus wird vom Joint Administrative Committee (JAC) verwaltet, dem gemeinsamen Verwaltungsausschuss für die 2 Schulen, der sich aus 10 stimmberechtigten Mitgliedern zusammensetzt, darunter 5 von der LFM - und 5 von GESM.
An den Sitzungen des JAC nehmen auch sechs nicht stimmberechtigte Mitglieder teil, nämlich die Direktoren der französischen und deutschen Institutionen, die beiden Verwalter der LFM und der GESM sowie ein Vertreter jeder Botschaft.

## Deutsche Europäische Schule Manila

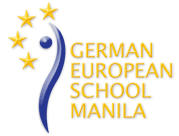
GESM Logo

Die Deutsche Europäische Schule Manila ist eine deutsche internationale Schule. Sie wurde erstmals 1983 als „Jose-Rizal-Schule“ gegründet. Im Jahr 1992 wurde sie in „Deutsche Schule Manila“ umbenannt, als der Eurocampus gegründet wurde. Im Jahr 2010 wurde die DSM in ihren heutigen Namen umbenannt, nachdem sie 2006 eine internationale Sektion gegründet hatte.

## Französische Schule Manila
Das Lycée Français de Manille (englischsprachige französische Schule von Manila), ist eine Botschaftsschule.

## Einrichtungen
Sowohl GESM als auch LFM teilen sich die meisten Einrichtungen des EIS wie den Fußballplatz, die Turnhalle, das Schwimmbad, die Bibliothek und die Klinik.

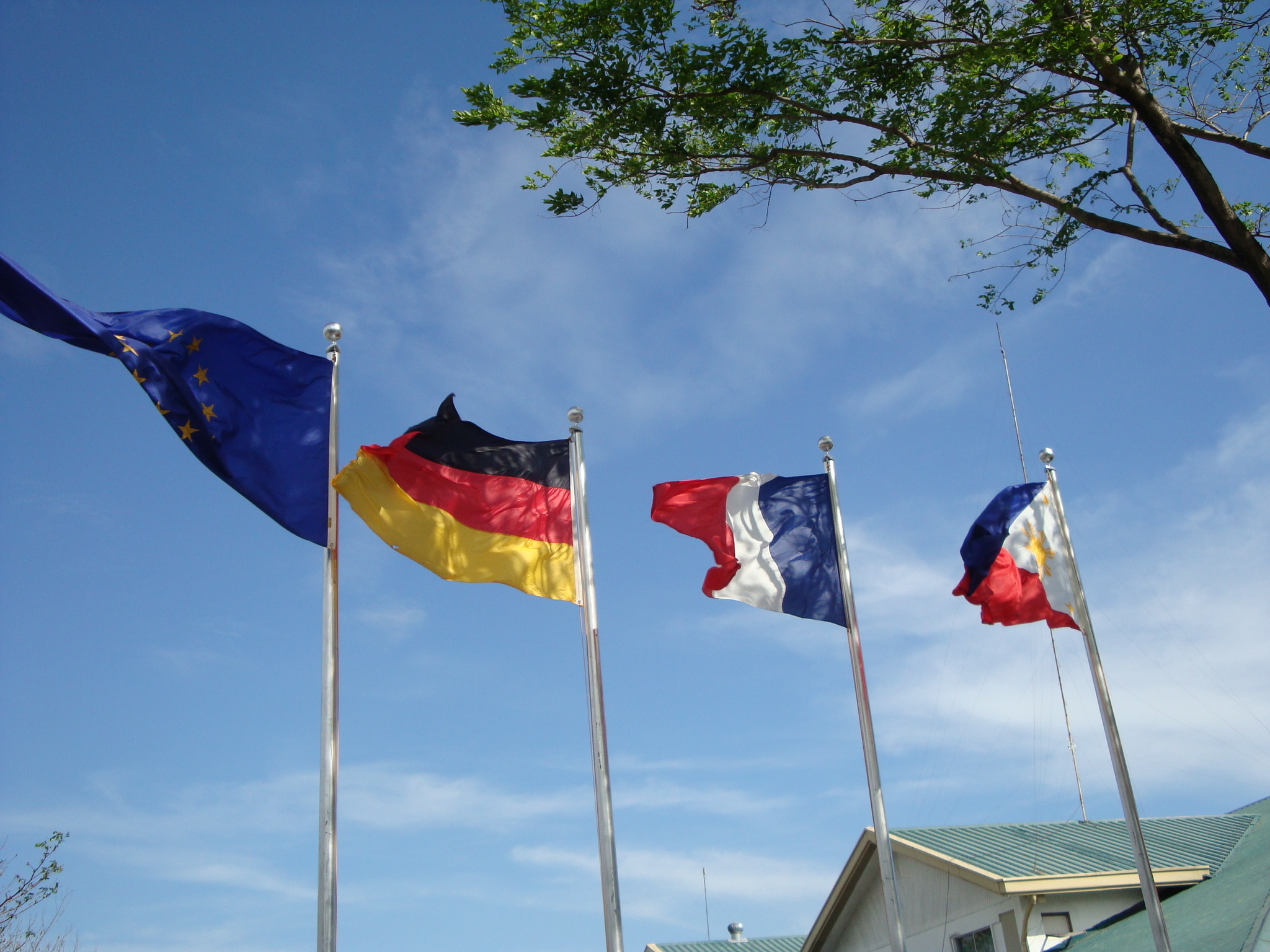
Die Flaggen von Deutschland, Frankreich, den Philippinen und der Europäischen Union wurden am EIS gehisst.

## Zertifizierung
EIS bietet in der Oberstufe das Gemischtsprachige IB, eine Variante des International Baccalaureate Diploma Programme. Die DESM ist von der KMK und der ZfA (ein Teil des AA) anerkannt. Die LFM ist von Frankreich und der Agentur für Französische Bildung im Ausland (französisch Agence pour l’Enseignement Français à l’Étranger) anerkannt.

## Zitat
„Sie ist wirklich die Inkarnation unseres europäischen Projekts, unseres europäischen Traums. Es wurde immer gesagt, dass der französische Präsident Emmanuel Macron und die deutsche Bundeskanzlerin Angela Merkel jetzt zusammenarbeiten, um diesem europäischen Projekt einen neuen Impuls zu geben. Sie sind ein lebendiges Beispiel dafür, was wir erreichen können, wenn wir zusammen sind, wenn wir teilen, wenn wir uns austauschen, wenn wir versuchen, unsere Unterschiede zu überwinden und uns besser zu verstehen.“ (Chargé d’Affaires Laurent Le Godec)